# 米斯蒂克 (康乃狄克州)
米斯蒂克（英語：Mystic）是位於美國康乃狄克州新倫敦縣的一個人口普查指定地區。

## 地理
米斯蒂克的座標為41°21′15″N 71°57′59″W / 41.35417°N 71.96639°W，而該地最高點為海拔高度3米（即10英尺）。

## 人口
根據2010年美國人口普查的數據，米斯蒂克的面積為9.80平方千米，當中陸地面積為8.70平方千米，而水域面積為1.10平方千米。當地共有人口4205人，而人口密度為每平方千米429人。